# Sonja Zekri

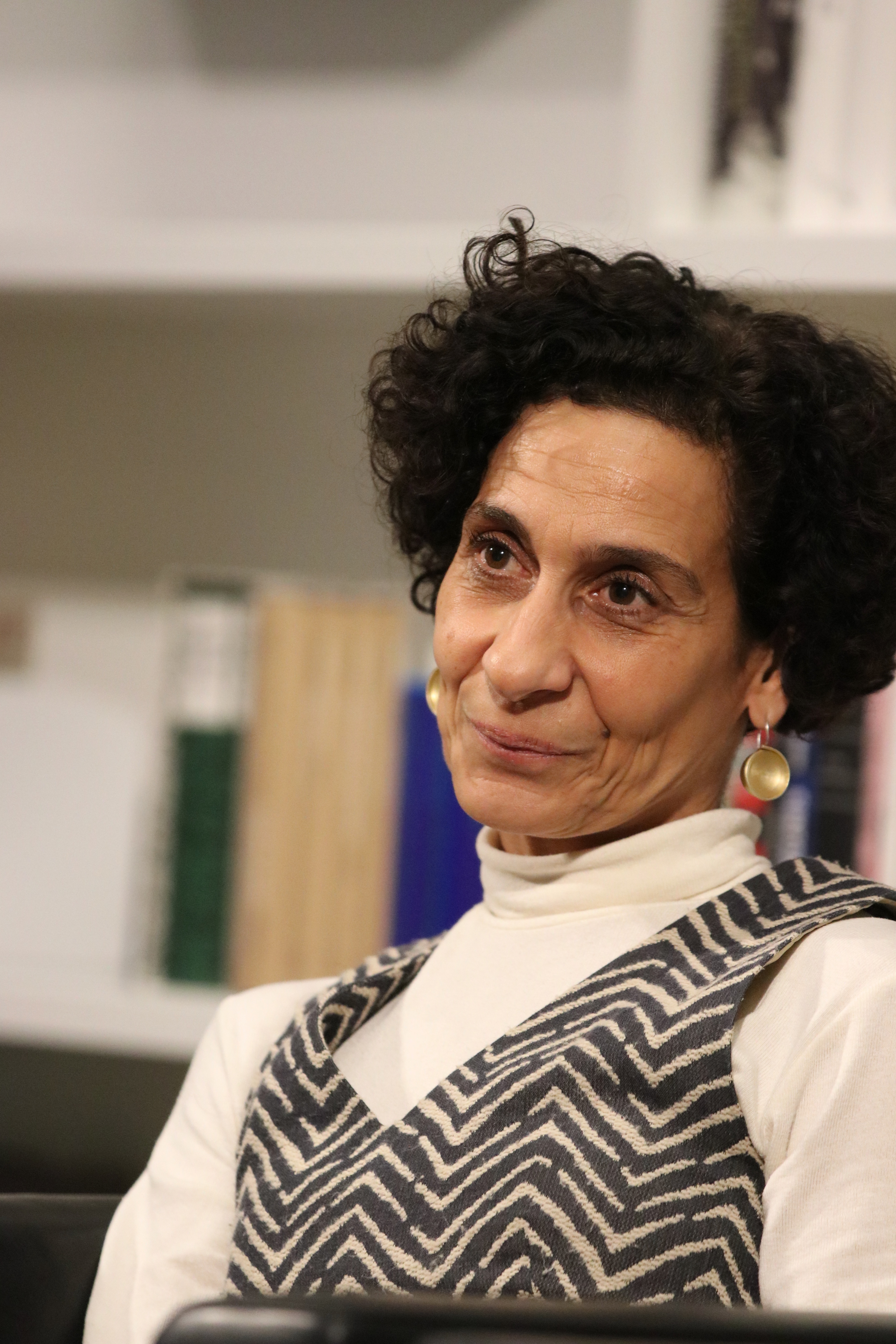
Sonja Zekri

Sonja Zekri (* 1967 in Dortmund) ist eine deutsche Journalistin und Autorin. Ihre Themenschwerpunkte liegen im Bereich Nahost, Osteuropa, Kultur und Religion.

## Leben
Zekri studierte Geschichte und Slawistik an der Universität Bochum. Nach einem Russland-Aufenthalt besuchte sie in Hamburg die Henri-Nannen-Schule für Journalismus, war danach frei für FAZ, Stern und das ZDF tätig. Ab 2001 war sie fest angestellte Redakteurin im Feuilleton der Süddeutschen Zeitung. Sie beteiligte sich als Mitherausgeberin und Autorin an der siebzehnteiligen Serie Deutschland extrem, die zunächst in der SZ und dann in Buchform 2004 erschien. In dieser Serie geht es um angeblich „ungewöhnliche“ Rekorde in Deutschland. Außerdem veröffentlichte sie zahlreiche Artikel zu Themen mit Bezug auf Russland. Von 2008 bis 2011 war sie Korrespondentin der SZ in Moskau. Seit April 2011 berichtete sie als Korrespondentin der SZ und des Züricher Tages-Anzeigers aus Kairo über den arabischen Raum.
Von 2015 bis 2020 leitete sie zusammen mit Andrian Kreye das Ressort Feuilleton der Süddeutschen Zeitung. Anschließend wechselte sie als Kulturkorrespondentin nach Berlin. Seit 2020 gehört sie der Jury des Bayerischen Buchpreises an.

## Zitat
In einem Gespräch mit dem Deutschlandfunk bezeichnet sie ihr spezielles Feuilleton-Angebot als eine ...

„... Wertschätzung für die Schönheit eines guten Gedankens ...“

## Veröffentlichungen
- Sonja Zekri, Alex Rühle (Hrsg.): Deutschland extrem – Reisen in eine unbekannte Republik. C. H. Beck, München 2004, ISBN 978-3-406-50976-6.